# Пупакис, Элефтериос
Элефтериос «Лефтерис» Пупакис (греч. Ελευθέριος «Λευτέρης» Πουπάκης; род. 28 февраля 1946 или 28 декабря 1946, Греция) — греческий футболист, игравший на позиции вратаря, и тренер.

## Клубная карьера
Профессиональную карьеру начал в 1966 году в клубе «Эгалео». Своей игрой привлёк внимание представителей пирейского «Олимпиакоса», в состав которого присоединился в 1973 году. В сезоне 1974/1975 помог «красно-белым» оформить золотой дубль, выиграв за один сезон национальный чемпионат и национальный Кубок. В 1978 году перешёл в клуб ОФИ. Сезон 1981/1982 провёл в составе врагов «Олимпиакоса» — «Панатинаикоса». В следующем сезоне Пупакис вернулся в состав «красно-белых». Карьеру профессионального футболиста завершил в 1986 году, выступая за «Аполлон Смирнис».

## Карьера за сборную
Дебют за национальную сборную Греции состоялся 7 апреля 1971 года в проигрышом товарищеском матче против сборной Болгарии (0:1), заменив в перерыве Никоса Христидиса. Был включён в состав на чемпионат Европы 1980 в Италии, где все сыграл только в матче групповой стадии против ФРГ (0:0). Всего Пупакис сыграл за сборную 6 матчей.

## Карьера тренера
В 2008 году начал тренерскую карьеру, став тренером вратарей в клубе «Эрготелис». В 2015 году присоединился к тренерскому штабу клуба ОФИ, в котором дальнейшем переквалифицировался в помощника главного тренера. Последним местом работы стал клуб «Иродотос», в котором выступал в качестве тренера вратарей.

## Достижения

### «Олимпиакос»
- Чемпион Греции: 1974/75
- Обладатель Кубка Греции: 1974/75